# Лосево (остановочный пункт)
Ло́сево — остановочный пункт Приозерского направления Октябрьской железной дороги. Расположена на территории Приозерского района Ленинградской области вблизи посёлка Лосево, между станциями Лосево-1 и Громово.
Расположена на однопутном участке линии Санкт-Петербург — Хийтола, севернее моста через реку Вуоксу, с западной стороны пути. Электрифицирована в 1975 году в составе участка Сосново — Приозерск.
На платформе останавливаются все электропоезда.
С 2010 года ведётся проектирование и строительство линии Лосево — Каменногорск. Ведётся строительство остановочного пункта Лосево Каменногорского направления. По состоянию на апрель 2019 года обе посадочные платформы пребывают в замороженном состоянии: строительство не ведётся, отсутствует большинство лестниц для спуска / подъёма на платформу. Установлены каркасы пассажирских павильонов.

## Фотографии

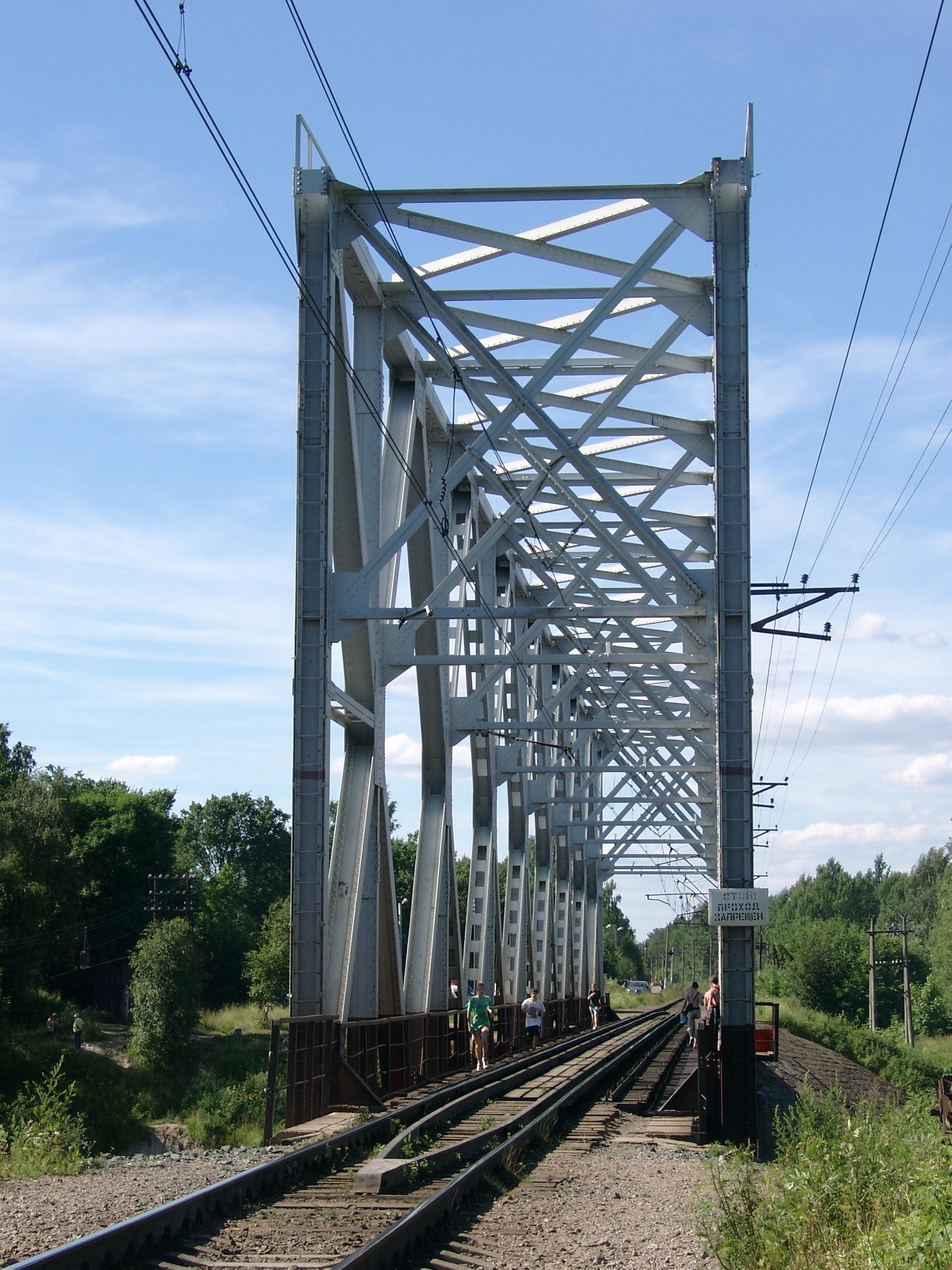
Железнодорожный мост через Вуоксу к югу от платформы
- Прибытие электропоезда к платформе (вид из кабины)

Каменногорское направление
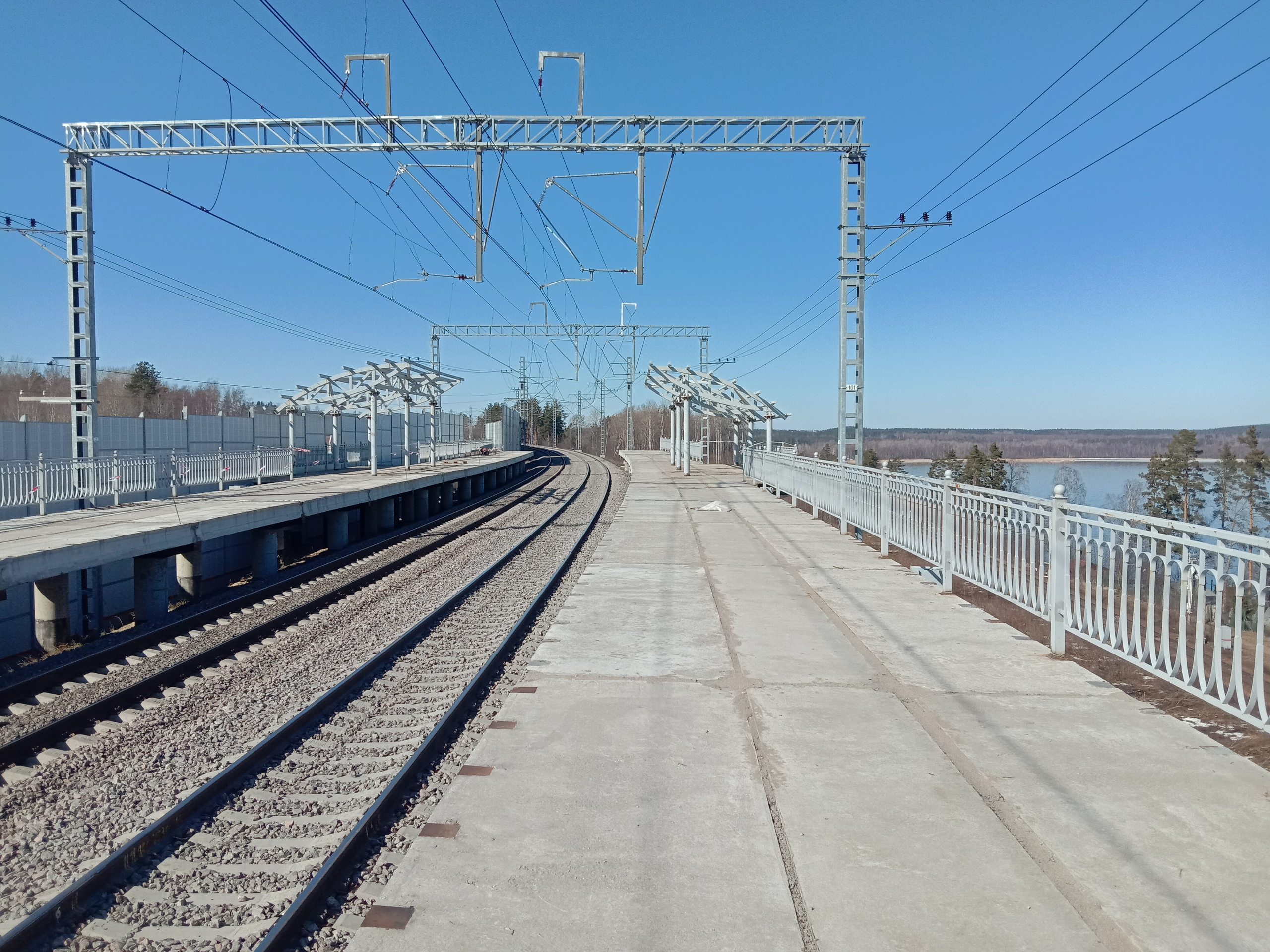
Вид в сторону ст. Дружное.
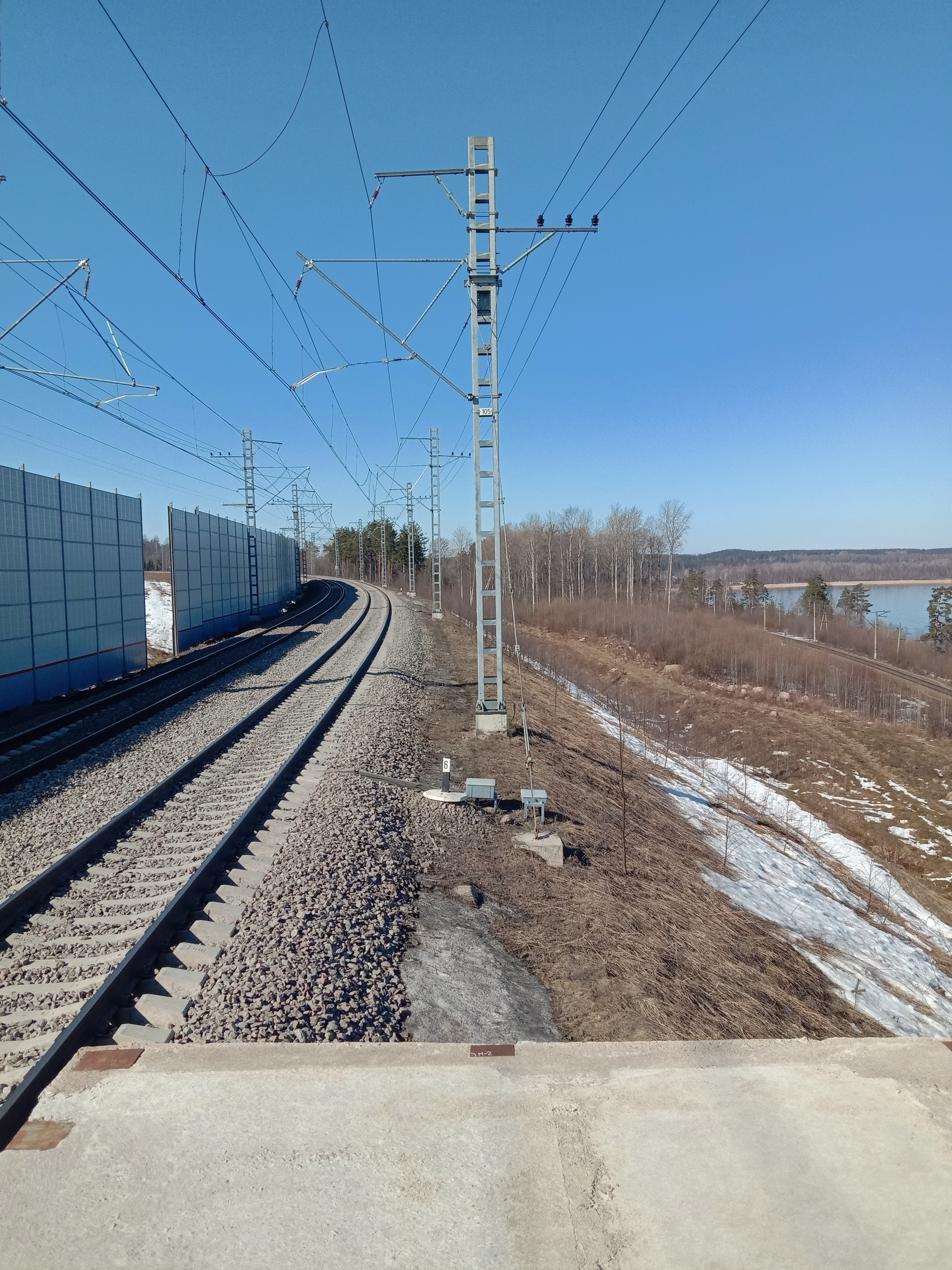
Вид в сторону ст. Дружное.
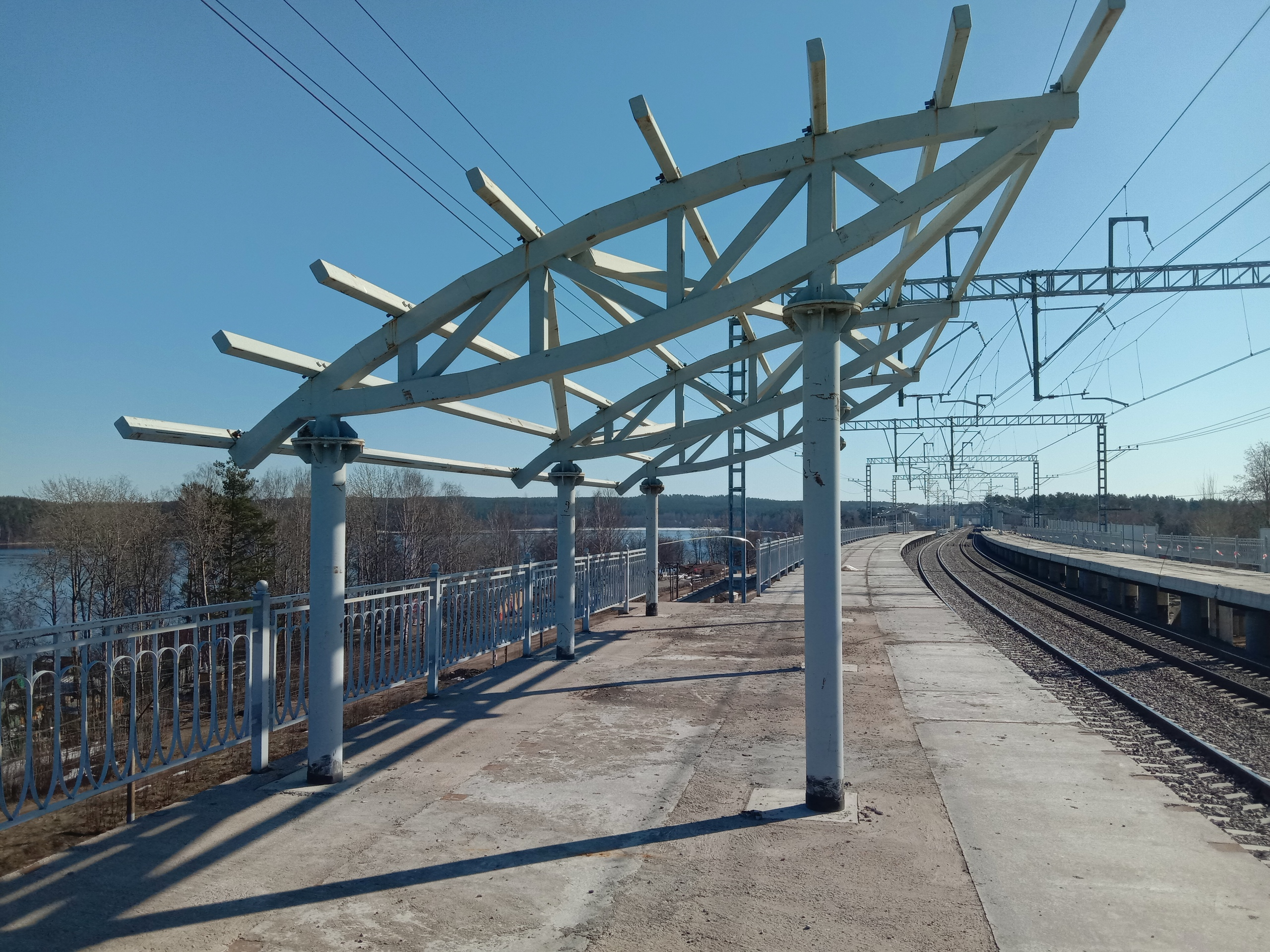
Недостроенный пассажирский павильон.
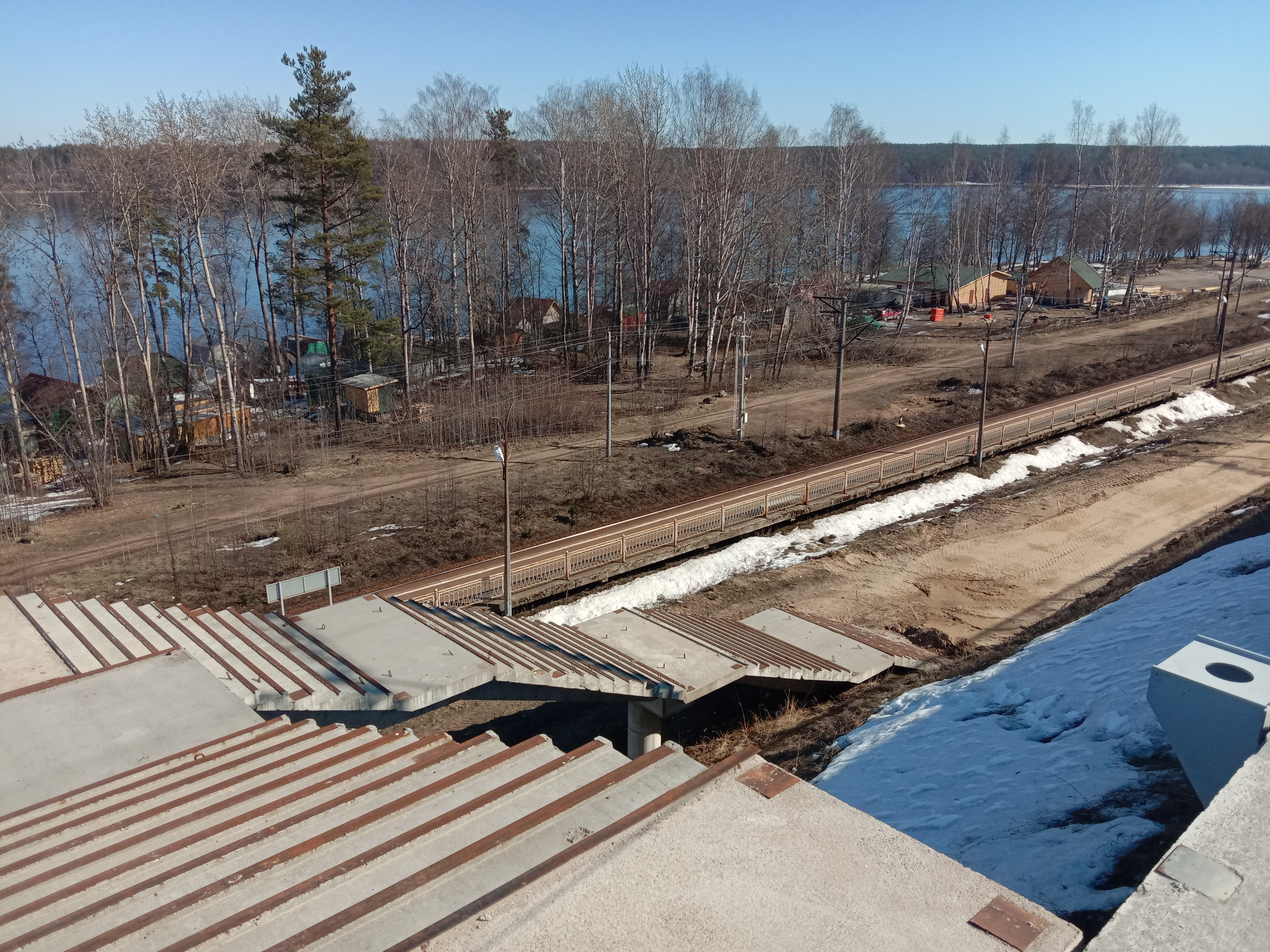
Недостроенная лестница.
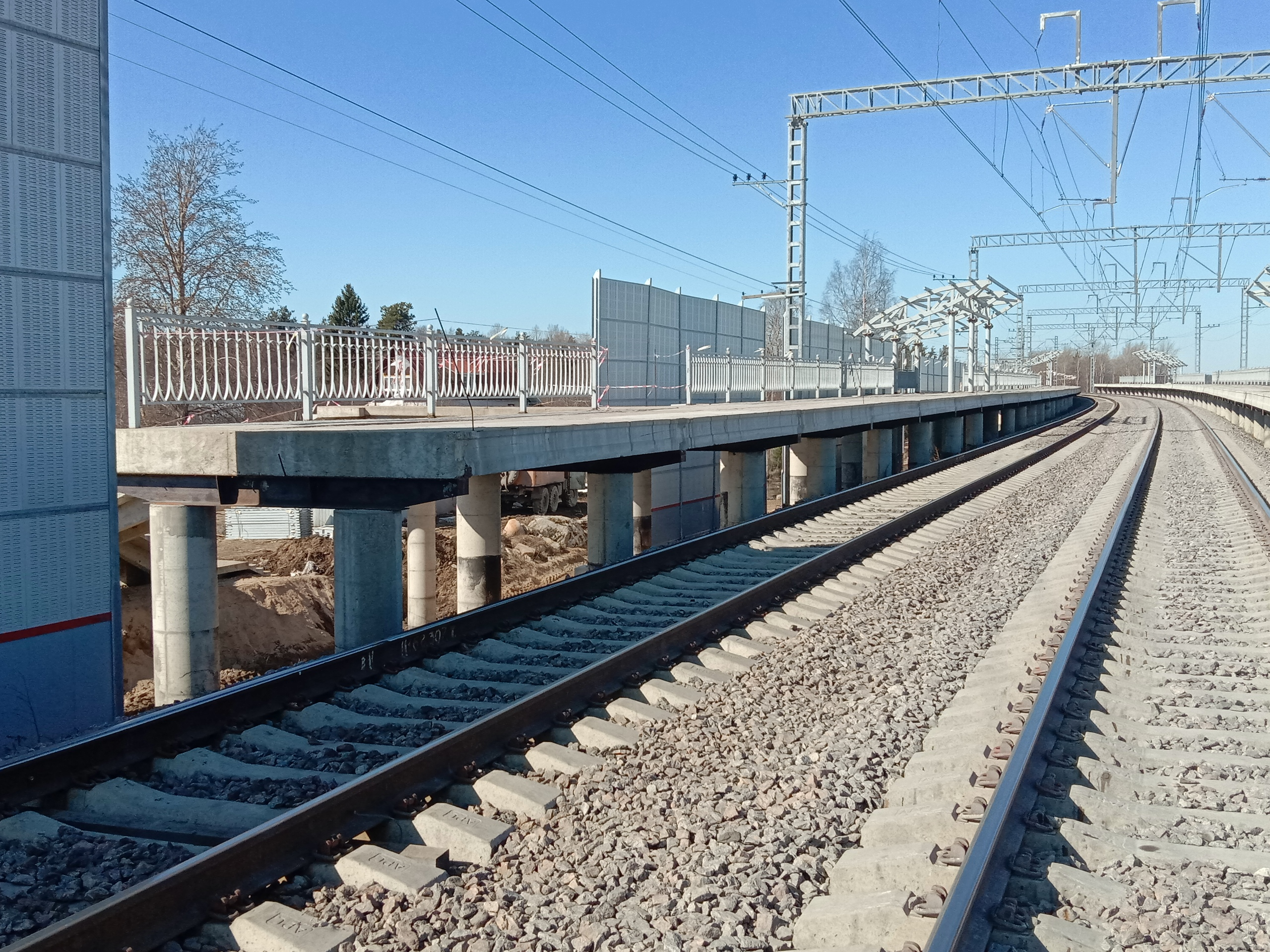
Вид со стороны ст. Лосево 1.
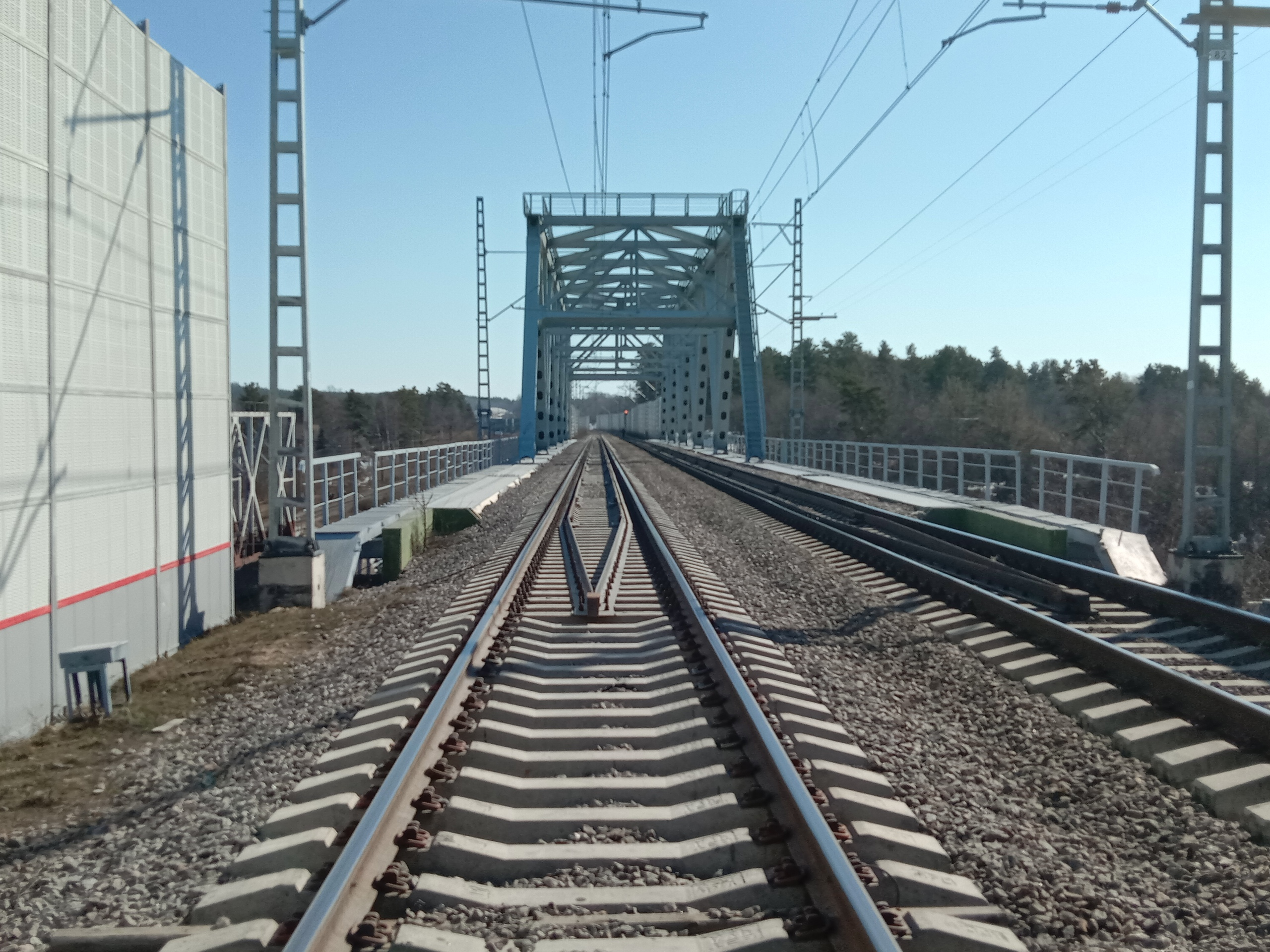
Новый мост через Вуоксу.